# 李韋良
李 韋良（り いりょう、リ・ウェイリャン、Li Weiliang 1980年9月2日 - ）は中華人民共和国・北京出身の元プロ野球選手。左投左打。
130キロ台の荒れ球と横に変化するスライダーが主な持ち球。
2008年北京オリンピック中国代表に選出されている。